# 켈리 실다루
켈리 실다루(에스토니아어: Kelly Sildaru, 에스토니아어 발음: [ˈkelʲˑi ˈsilˑdɑ.ru], 2002년 2월 17일~)는 에스토니아의 프리스타일 스키 선수로 주 종목은 슬로프스타일이다. 2022년 동계 올림픽 여자 슬로프스타일 종목에서 동메달을 획득했으며 세계 선수권 대회에서 금메달 1개를 획득했다.